# John Boylan
John Patrick Boylan (Nueva York, 21 de marzo de 1941) es un productor musical, músico y compositor estadounidense.  Es conocido por su trabajo con Linda Ronstadt, Rick Nelson y bandas como Boston y REO Speedwagon.  Ha producido más de cincuenta álbumes de estudio, los cuales han vendido en total más de cuarenta millones de copias.

## Carrera

### Inicios
Antes de iniciar su carrera artística (la cual inició como compositor), Boylan se graduó del Bard College de Nueva York. Después de haber acabado sus estudios, el y su hermano Terence Boylan formaron una banda llamada Appletree Theatre. Con este grupo los Boylan grabaron un álbum llamado Playback en 1969. Ambos trabajaron con Charles Koppelman y Don Rubin, con quienes recibía un salario bajo. Sin embargo, uno de los temas de Boylan fue escuchado por Rick Nelson. Nelson le pidió a John que trabajara como productor de su próximo álbum, el cual se iba a grabar en la ciudad de Los Ángeles, California. John aceptó y colaboró con el proyecto de Stone Canyon Band y la grabación de dicho álbum.  La carrera de Rick Nelson se revitalizó con el sencillo «She Belongs to Me», el cual llegó hasta la posición 33.º de las listas de popularidad estadounidenses.

### Década de 1970 - Descubrimiento de nuevos artistas
Después de dejar Nueva York y llegar a Los Ángeles en 1969, Boylan trabajó con The Association en un álbum de la banda sonora de la película Goodbye Columbus. También produjo el disco Copperfields de Dillards, que fue lanzado en 1970. En el mismo año, John se encontró con la cantante Linda Ronstadt en un club de trova en el West Hollywood de Los Ángeles y a éste se le ocurrió la idea de fusionar varios estilos musicales. Linda le pidió que si podía conseguir una banda para su próxima gira. Boylan contactó a cuatro músicos quienes tocarían con Ronstadt. Estos últimos formarían la exitosa banda de rock Eagles. John produjo además varios discos de estudio de Linda, incluyendo Don't Cry Now, que fue el primer éxito de la artista, pues fue certificado disco de oro. A mediados de los 1970's, Boylan participó como productor en algunos discos de Pure Prairie League y Commander Cody.
En 1975, Boylan escuchó un demo de la banda de rock Boston. Se impresionó tanto al oír a este grupo que coprodujo junto al líder de dicha agrupación, Tom Scholz, su álbum debut homónimo, que fue lanzado un año después, en 1976. Dicho disco fue un total éxito, tanto que la disquera Epic Records (compañía que patrocinó el álbum), como recompensa a su trabajo le ofreció a John el puesto de vicepresidente, quién aceptó dicha propuesta.
Ya como vicepresidente en la costa oeste de Epic Records, Boylan produjo muchos discos de aquellos artistas que firmaban con la discográfica. De hecho, uno de ellos fue Charlie Daniels, quién con su álbum Million Mile Reflections lanzado en 1979, logró vender tres millones de copias y así convertirse en disco de platino, mientras que el sencillo «The Devil Went Down to Georgia» fue certificado disco de oro en los Estados Unidos.
Luego de haber colaborado con Charlie Daniels, John descubrió a Little River Band, una banda australiana. Con este grupo Boylan produjo algunos discos, entre ellos cuatro certificaciones de platino y seis sencillos que llegaron a los primeros 10 lugares de las listas de Billboard.

### Década de 1980 - Época de cambios
Boylan trabajó con varios artistas importantes, como la banda de rock REO Speedwagon y lo cantantes Carly Simon y Dan Hill, así como los intérpretes de música country Michael Martin Murphey y Mickey Gilly.
Las cosas cambiarían para John, pues Epic Records y Columbia Records fueron compradas por la compañía Sony Corporation. Habiendo sucedido lo anterior, Boylan abandonó Epic Records y fundó su propia corporación llamada Great Eastern Music.
David Geffen, fundador de Geffen Records (quién era un viejo amigo de Boylan), lo buscó para proponerle tomar parte de la producción de un disco con los personajes de la serie animada de televisión The Simpsons. John aceptó tal proyecto y se incursionó en el que sería su más demandante desafío. El resultado fue el álbum The Simpsons Sings the Blues que fue publicado a la venta en 1990 y trajo como consecuencia ventas de más de cuatro millones de copias.

### Década de 1990 - Nuevos horizontes
Viendo que su último disco producido fue un éxito, John se dirigió al mundo de la música con temática infantil. Boylan trabajó con el propietario de Chipmunk Productions, Ross Bagdasarian Jr. en los álbumes nombrados The Chipmunks in Low Places (que a la postre sería certificado disco de platino) y A Very Merry Chipmunk.
Al terminar su labor con Chipmunk Productions, John fue llamado para participar en un proyecto que, según sus propias palabras, es uno de sus favoritos: Kermit Unpigged de los Muppets. Boylan contactó a algunos de sus amigos, incluidos Don Henley y Linda Ronstadt y seguido de eso fue el Elmopalooza, un musical que contó con la participación de muchos artistas, como Celine Dion, Gloria Estefan, Kenny Loggins y Steven Tyler y tardó más de un año de realización. Fue lanzado en varios formatos y Boylan ganó un Grammy por «Mejor álbum musical del año» en 1999.

### 2000 - actualidad
John ha colaborado con Linda Ronstadt en un sinnúmero de álbumes, entre ellos un álbum con canciones navideñas, un proyecto de música clásica con armónica de cristal y el disco Hummin' to Myself, publicado por Verve Records. También la ha acompañado en sus giras por los Estados Unidos y en sus giras como cantante de mariachi desde 2004.
Actualmente vive en Calabasas, California con su esposa Jill, su hijo John Boylan V de 11 años y Amy Boylan de 29 años de edad.